# الفودج (خولان)

تعديل مصدري - تعديل

الفودج هي إحدى قرى عزلة الاعروش بمديرية خولان التابعة لمحافظة صنعاء، بلغ تعداد سكانها 229 نسمة حسب تعداد اليمن لعام 2004.